# Alberto Entrerríos
Alberto Entrerríos Rodríguez, född 7 november 1976 i Gijón, är en spansk handbollstränare och tidigare handbollsspelare (vänsternia). Han är äldre bror till handbollsspelaren Raúl Entrerríos.

## Meriter (urval)

### Klubblag
- Spansk mästare: 6 (2001 med CB Ademar León, 2002 med FC Barcelona, 2004, 2008, 2009 och 2010 med BM Ciudad Real)
- Champions League-mästare: 3 (2006, 2008 och 2009) med BM Ciudad Real
- Cupvinnarcupen: 2 (1999 med CB Ademar León och 2003 med BM Ciudad Real)
- IHF Super Globe 2011 med BM Ciudad Real

### Landslag
- EM 2000 i Kroatien:  Brons
- VM 2005 i Tunisien:  Guld
- EM 2006 i Schweiz:  Silver
- OS 2008 i Peking:  Brons
- VM 2011 i Sverige:  Brons
- VM 2013 i Spanien:  Guld